# IJsland op de Olympische Zomerspelen 1996
IJsland nam deel aan de Olympische Zomerspelen 1996 in Atlanta, Verenigde Staten. Het land won opnieuw geen medailles. 

## Deelnemers en resultaten

### Atletiek
| Olympiër              | Discipline       | Resultaat | Prestatie                                           |
| --------------------- | ---------------- | --------- | --------------------------------------------------- |
| Vésteinn Hafsteinsson | discuswerpen (m) | 32e       | kwalificatie groep B: 14de met 56,30m               |
| Jón Arnar Magnússon   | tienkamp (m)     | 12e       | 8274 punten                                         |
|                       |                  |           |                                                     |
| Guðrún Arnardóttir    | 400m horden (v)  | 10e       | serie 1: 1ste in 54,88 halve finale 2: 6de in 54,81 |

### Badminton
| Olympiër     | Discipline    | Resultaat | Prestatie                                    |
| ------------ | ------------- | --------- | -------------------------------------------- |
| Elsa Nielsen | enkelspel (v) | 33e       | 1ste ronde: V van THA Jaroensiri: 1-11, 2-11 |

### Gymnastiek
| Olympiër            | Discipline               | Resultaat | Prestatie                              |
| ------------------- | ------------------------ | --------- | -------------------------------------- |
| Rúnar Alexandersson | individuele meerkamp (m) | 33e       | kwalificatie: 68ste met 104,337 punten |

### Judo
| Olympiër             | Discipline | Resultaat | Prestatie                                                                         |
| -------------------- | ---------- | --------- | --------------------------------------------------------------------------------- |
| Vernharð Þorleifsson | -95kg (m)  | 13e       | 1ste ronde: vrij 2de ronde: V van KOR Kim herkansingen: V van RUS Sergeyev: ippon |

### Zwemmen
| Olympiër              | Discipline           | Resultaat | Prestatie                    |
| --------------------- | -------------------- | --------- | ---------------------------- |
| Logi Jes Kristjánsson | 100m rugslag (m)     | 44e       | serie 3: 6de in 58,53        |
|                       |                      |           |                              |
| Elín Sigurðardóttir   | 50m vrije slag (v)   | 37e       | serie 3: 5de in 26,90        |
| Eydis Konráðsdóttir   | 100m vlinderslag (v) | 28e       | serie 3: 5de in 1.03,41 (NR) |

Afghanistan · Albanië · Algerije · Amerikaanse Maagdeneilanden · Amerikaans-Samoa · Andorra · Angola · Antigua‑Barbuda · Argentinië · Armenië · Aruba · Australië · Azerbeidzjan · Bahama's · Bahrein · Bangladesh · Barbados · België · Belize · Benin · Bermuda · Bhutan · Bolivia · Bosnië en Herzegovina · Botswana · Brazilië · Britse Maagdeneilanden · Brunei · Bulgarije · Burkina Faso · Burundi · Cambodja · Canada · Centraal-Afrikaanse Republiek · Chili · China · Chinees Taipei · Colombia · Comoren · Congo-Brazzaville · Cookeilanden · Costa Rica · Cuba · Cyprus · Denemarken · Djibouti · Dominica · Dominicaanse Republiek · Duitsland · Ecuador · Egypte · El Salvador · Equatoriaal-Guinea · Estland · Ethiopië · Fiji · Filipijnen · Finland · Frankrijk · Gabon · Gambia · Georgië · Ghana · Grenada · Griekenland · Groot-Brittannië · Guam · Guatemala · Guinee · Guinee-Bissau · Guyana · Haïti · Honduras · Hongarije · Hongkong · Ierland · IJsland · India · Indonesië · Irak · Iran · Israël · Italië · Ivoorkust · Jamaica · Japan · Jemen · Joegoslavië · Jordanië · Kaaimaneilanden · Kaapverdië · Kameroen · Kazachstan · Kenia · Kirgizië · Koeweit · Kroatië · Laos · Lesotho · Letland · Libanon · Liberia · Libië · Liechtenstein · Litouwen · Luxemburg ·  Macedonië · Madagaskar · Malawi · Malediven · Maleisië · Mali · Malta · Marokko · Mauritanië · Mauritius · Mexico · Moldavië · Monaco · Mongolië · Mozambique · Myanmar · Namibië · Nauru · Nederland · Nederlandse Antillen · Nepal · Nicaragua · Nieuw-Zeeland · Niger · Nigeria · Noord-Korea · Noorwegen · Oeganda · Oekraïne · Oezbekistan · Oman · Oostenrijk · Pakistan · Palestina · Panama · Papoea-Nieuw-Guinea · Paraguay · Peru · Polen · Portugal · Puerto Rico · Qatar · Roemenië · Rusland · Rwanda · Saint Kitts en Nevis · Saint Lucia · Saint Vincent en Grenadines · Salomonseilanden · Samoa · San Marino · Sao Tomé en Principe · Saoedi-Arabië · Senegal · Seychellen · Sierra Leone · Singapore · Slovenië · Slowakije · Soedan · Somalië · Spanje · Sri Lanka · Suriname · Swaziland · Syrië · Tadzjikistan · Tanzania · Thailand · Togo · Tonga · Trinidad en Tobago · Tsjaad · Tsjechië · Tunesië · Turkije · Turkmenistan · Uruguay · Vanuatu · Venezuela · Verenigde Arabische Emiraten · Verenigde Staten · Vietnam · Wit-Rusland · Zaïre · Zambia · Zimbabwe · Zuid-Afrika · Zuid-Korea · Zweden · Zwitserland